# Chi2 Orionis
Título a ser usado para criar uma ligação interna é Chi2 Orionis.
Chi2 Oriontis (62 Oriontis) é uma estrela na direção da constelação de Orion. Possui uma ascensão reta de 06h 03m 55.18s e uma declinação de +20° 08′ 18.5″. Sua magnitude aparente é igual a 4.64. Considerando sua distância de 32600 anos-luz em relação à Terra, sua magnitude absoluta é igual a −10.36. Pertence à classe espectral B2Iavar. É uma estrela variável alpha Cygni.